# Christer Johansson
Christer Johansson är en svensk professionell pokerspelare, med bland annat en förstaplacering i WPT i Paris 2003 (500 000 euro), en andraplats i EPT Barcelona 2005 (228 000 euro) samt en seger i Irish Open 2009 (600 000 euro). Hans totala turneringsvinster under karriären uppgår till motsvarande cirka 13 miljoner kronor. Johansson är även en av de drivande krafterna bakom pokerwebbplatsen PokerDucks.com. 
Han är gift med pokerproffset Birgitta Johansson. Hon vann SM i mörkpoker i Tallinn 2008.